# Sonotop
En sonotop är en fysisk plats (grekiska: -topos) som låter (latin: sono-) på ett speciellt sätt. Den karakteriseras av ljudande fenomen på platsen som uppträder enligt ett specifikt mönster. Jämför med begreppet biotop. Platsens ljudlandskap (eng. soundscape) kan med detta begrepp skiljas från imaginära ljudlandskap på exempelvis film eller i radioprogram. 
En tättrafikerad gatukorsning kan tjäna som exempel där motortrafikljud rör sig i en viss riktning i gaturummet. Trafiksignaler reglerar trafiken så att motortrafikljuden övergår i inbromsningar och puttrande motorer som går på tomgång. Därefter varvar motortrafikljud upp från ett annat håll och motsvarande ljud rör sig plötsligt i en annan riktning i gaturummet. Trafiksignalernas tickande med olika rytm förflyttas i gaturummet när gående ges möjlighet att röra sig i än den ena och än den andra riktningen. Fotgängarnas steg mot underlaget framträder för en stund kanske ackompanjerade av ljudet från resväskor som rullas över korsningens vita streck, eller av gnisslet från en osmord barnvagn, för att snart tona bort på andra sidan gatan och överröstas av nya trafikpulser.
Sonotoper med en viss karaktär är därmed fysiska platser där specifika ljudkällor tar plats och uppträder på likartat sätt. Skogsgläntans ljudmiljö kan tjäna som ett annat exempel. Det fysiska rummets funktioner och egenskaper gör att vissa ljud framträder mer än andra. Upplevelsen i en sonotop kan därför beskrivas med ljudkvaliteten hos de framträdande ljuden och hos den bakgrund som de framträder mot. En auditiv refug är en sonotop som erbjuder en kontrast till omgivande ljudlandskap. I stadsmiljö handlar ofta kontrasten om relativ stillhet.
Begreppet myntades av landskapsarkitekt (Agr.Dr.) Per Hedfors och kan studeras vidare i hans avhandling Site Soundscapes - Landscape architecture in the light of sound. Där ges exempel på metoder utarbetade för kartläggning, beskrivning och formgivning av sonotoper. Metoderna är utvecklade i och för utomhusmiljö och vänder sig därför bland annat till landskapsarkitekter. Trafikverket har finansierat utvecklingen av en mobilapplikation för semantisk karakterisering av sonotoper. Metoderna kan med fördel prövas även i andra sammanhang.